# Општина Промина
Општина Промина се налази у Дрнишкој Крајини, у сјеверној Далмацији, у саставу Шибенско-книнске жупаније, Република Хрватска. Сједиште општине је насеље Оклај.

## Географија
Општина се налази у сјеверном дијелу Далмације. Граничи се на западу са општином Кистање, на истоку са општином Бискупија. Сјеверно је општина Ервеник и град Книн, а јужно се налази град Дрниш.

## Историја
До територијалне реорганизације у Хрватској општина се налазила у саставу бивше велике општине Дрниш.

## Насељена мјеста
Општину чине насеља:
- Бободол
- Богатић
- Лукар
- Љуботић
- Матасе
- Мратово
- Оклај
- Пуљане
- Развође
- Сукновци
- Читлук

## Становништво
Према попису становништва из 2001. године, општина Промина је имала 1.317 становника. Општина Промина је према попису из 2011. године имала 1.136 становника.
На попису становништва 2011. године, општина Промина је имала 1.136 становника, следећег националног састава:
| Попис 2011.‍   | Попис 2011.‍ | Попис 2011.‍ | Попис 2011.‍ | Попис 2011.‍ |
| ------------- | ----------- | ----------- | ----------- | ----------- |
|               |             |             |             |             |
| Хрвати        | Хрвати      |             | 1.077       | 94,81%      |
| Срби          | Срби        |             | 40          | 3,52%       |
| остали        | остали      |             | 19          | 1,67%       |
| укупно: 1.136 |             |             |             |             |